# 林子隆
林子隆（1917年1月26日—2016年4月1日），福建省地方教会领袖。

## 生平
1917年，林出生于福建省福清县渔溪镇。其父林少良曾为卫理公会传道、祖父是清代秀才。1934年转入地方教会，并热心事奉，在福清县建立多处地方教会。1935年，林子隆在就读福州师范学校期间，受王峙帮助，接受福音。1949年，父子一同参加倪柝声带领的第二期鼓岭训练。1955年林子隆开始全职事奉。

## 受苦
1956年1月10日，在肃反运动中，林子隆与福建全省各地地方教会的负责人，作为倪柝声反革命集团分子，而在同一夜被捕，此后共计十次被囚，服刑24年、接受7年管制。著有诗集《路中人之诗》及自传《神恩浩大》。

## 在福建服事
1992年以後，林多次召開福建省或多省市的「同工聚會」，加強眾召會間的交通、以竭力保守眾召會間的一。

## 訪問各地
2014年1月，林曾訪問台灣眾召會。
2015年5月，林前往河南省訪問河南眾召會。